# II. Szobeknaht
II. Szobeknaht („Szobek erős”) ókori egyiptomi hivatalnok volt, Neheb kormányzója, a thébai XVI. dinasztia támogatója a második átmeneti korban. Főleg sírjából ismert.

## Élete
Életéről nem sokat tudni. Az előző kormányzó, I. Szobeknaht és Noferu fia volt; apja úgy szerezte meg a kormányzói hivatalt, hogy megvásárolta egy Kebszi nevű rokonától, aki adósságai rendezése érdekében adta el. Erről a kairói jogi sztélé számol be, amely I. Nebirierau thébai uralkodó első évében készült az adásvétel dokumentálása céljából. A sztélé fontos genealógiai adatokat is tartalmaz, mert beszámol arról, hogy Kebszi a hivatalt apjától, Ayamerutól örökölte, mikor Ayameru megörökölte a vezíri hivatalt apjától, Ayától. Ayameru a XIII. dinasztia egyik uralkodója, Merhotepré Ini első uralkodási évében lett Neheb kormányzója. Ez azt mutatja, hogy Merhotepré Ini első éve és I. Nebirierau első éve közt csak két nemzedéknyi idő, azaz kb. 40–60 év telt el.
II. Szobeknaht sírja, a nehebi (ma El-Kab) T10 sziklasír a második átmeneti kor egyik legszebb díszítésű sírja. Festett sírkápolnából és föld alatti helyiségekből áll. Ebből a korból ritka a festett sír, és a kevés fennmaradt példából Szobeknaht sírja a legnagyobb. Megemlítik benne Szedzsemnetjeru nevét, aki valószínűleg a díszítést vezető művész lehetett; egyike azon kevés ókori egyiptomi művészeknek, akiknek a neve ismert.
A sírról már 1896-ban beszámol egy monográfia. 2003-ban brit régészek megtisztították, és nagy történelmi jelentőségű feliratra bukkantak benne, mely szerint a XVI. és XVII. dinasztia idején törékeny városállamként létező Thébát nagy támadás érte a núbiaiak részéről, melyet az akkor már idős kormányzó vezette sereg sikeresen visszavert. Núbiaiak alatt a kermai királyságot érthette; Kermából ebből az időszakból számos egyiptomi lelet került elő, amelyekről korábban úgy vélték, cserekereskedelem útján kerültek ide, de a felirat arra utal, hadizsákmány lehetett. A felirat hangsúlyozza, hogy Szobeknaht milyen fontos szerepet játszott abban, hogy a thébai dinasztia fennmaradjon ezekben a zűrzavaros időkben.

## Fordítás
- Ez a szócikk részben vagy egészben  a   Sobeknakht II című angol Wikipédia-szócikk ezen változatának fordításán alapul.  Az eredeti cikk szerkesztőit annak laptörténete sorolja fel. Ez a jelzés csupán a megfogalmazás eredetét és a szerzői jogokat jelzi, nem szolgál a cikkben szereplő információk forrásmegjelöléseként.
- Ez a szócikk részben vagy egészben  a   Sobeknacht II. című német Wikipédia-szócikk ezen változatának fordításán alapul.  Az eredeti cikk szerkesztőit annak laptörténete sorolja fel. Ez a jelzés csupán a megfogalmazás eredetét és a szerzői jogokat jelzi, nem szolgál a cikkben szereplő információk forrásmegjelöléseként.